# Bram Stoker Awards 1991
Der Bram Stoker Award 1991 wurde im Jahr 1992 für Literatur aus dem Vorjahr in sieben Kategorien vergeben. Bei der Verleihung werden jährlich außergewöhnliche Beiträge zur Horrorliteratur geehrt. Der Bram Stoker Award wird seit 1987 vergeben, die Gewinner werden per Wahl von den Mitgliedern der Horror Writers Association (HWA), bis 1993 Horror Writers of America, bestimmt.
1991 gab es zwei Doppelnominierung: Stephen King wurde mit Needful Things (deutsch: In einer kleinen Stadt) und Dark Tower III: The Waste Lands (deutsch: Tot) gleich zweimal in der Kategorie Roman nominiert, Dan Simmons erhielt den Preis für seinen Sammelband Prayers to Broken Stones (deutsch: Styx - Dreizehn dunkle Geschichten) und war mit Summer of Night (deutsch: Sommer der Nacht) ebenfalls in der Kategorie Roman nominiert.

## Gewinner und nominierte Autoren
Der Bram Stoker Award 1991 wurde im Jahr 1992 in sieben Kategorien vergeben:
| Kategorie                         | Gewinner               | Werk                                                                   | Weitere nominierte Autoren | Bilder der Gewinner |
| --------------------------------- | ---------------------- | ---------------------------------------------------------------------- | --- | ------------------- |
| Roman (Novel)                     | Robert R. McCammon     | Boy's Life (deutsch: Unschuld und Unheil)                              | - Thomas M. Disch: The M.D. (deutsch: Der Merkurstab) - Stephen King: Needful Things (deutsch: In einer kleinen Stadt) - Stephen King: Dark Tower III: The Waste Lands (deutsch: Tot) - Dan Simmons: Summer of Night (deutsch: Sommer der Nacht) |                     |
| Erstlingswerk (First Novel)       | Kathe Koja Melanie Tem | The Cipher Prodigal (deutsch: Schwarzer Abgrund)                       | - Chris Curry & L. Dean James: Winter Scream - Dennis Danvers: Wilderness - Ashley McConnell: Unearthed |                     |
| Novelle (Long Fiction)            | David Morrell          | The Beautiful Uncut Hair of Graves                                     | - Edward Bryant: Fetish - Charles de Lint: Death Leaves an Echo - Suzy McKee Charnas & Chelsea Quinn Yarbro: Advocates - Stephen Gallagher: Magpie                                                                                               | David Morrell, 2009 |
| Kurzgeschichte (Short Fiction)    | Nancy Holder           | Lady Madonna                                                           | - Poppy Z. Brite: The Ash of Memory, the Dust of Desire - Joe R. Lansdale: Love Doll: A Fable - Grant Morrison: The Braille Encyclopaedia - Maxine O'Callaghan: Wolf Winter - Al Sarrantonio: Richard's Head                                     |                     |
| Sammelband (Fiction Collection)   | Dan Simmons            | Prayers to Broken Stones (deutsch: Styx - Dreizehn dunkle Geschichten) | - Ramsey Campbell: Waking Nightmares - Richard Sutphen: Sex Punks and Savage Sagas - J.N. Williamson: Naked Flesh of Feeling |                     |
| Sachbuch (Nonfiction)             | Stephen Jones          | Clive Barker's Shadows of Eden                                         | - Rosemary Ellen Guillen: Vampires Among Us - Katherine Ramsland: Prism of Night: A Biography of Anne Rice - Stephen J. Spignesi: The Shape Under the Sheet: The Complete Stephen King Encyclopedia                                              |                     |
| Lebenswerk (Lifetime Achievement) | Gahan Wilson           |                                                                        | | Gahan Wilson, 2012  |